# 융복
융복(戎服)은 조선시대의 군복이다. 정확히 말하면, 융복은 사모관대, 금관조복과 사실상 마찬가지로 하나의 옷을 가리키는 것이 아니라, 철릭, 광다회, 목화, 동개, 환도, 병부주머니, 흑립으로 구성된 의복 세트를 말한다.
왕의 행차에 수행할 때, 외국 사신으로 파견될 때, 국난을 당했을 때(예컨대 임진왜란이나 병자호란 때) 착용했다. 《속대전》에 보면 당상관은 붉은 갓에 보석 갓끈을 하고 남철릭을 입었으며, 당하관은 검은 갓에 수정 갓끈을 하고 청철릭을 입었다. 순조 때 이후로는 구군복으로 거의 교체되어 사라져갔다.